# Eojapyx pedis
Eojapyx pedis är en urinsektsart som beskrevs av Smith 1960. Eojapyx pedis ingår i släktet Eojapyx och familjen Japygidae. Inga underarter finns listade i Catalogue of Life.